# 腕足動物的分類

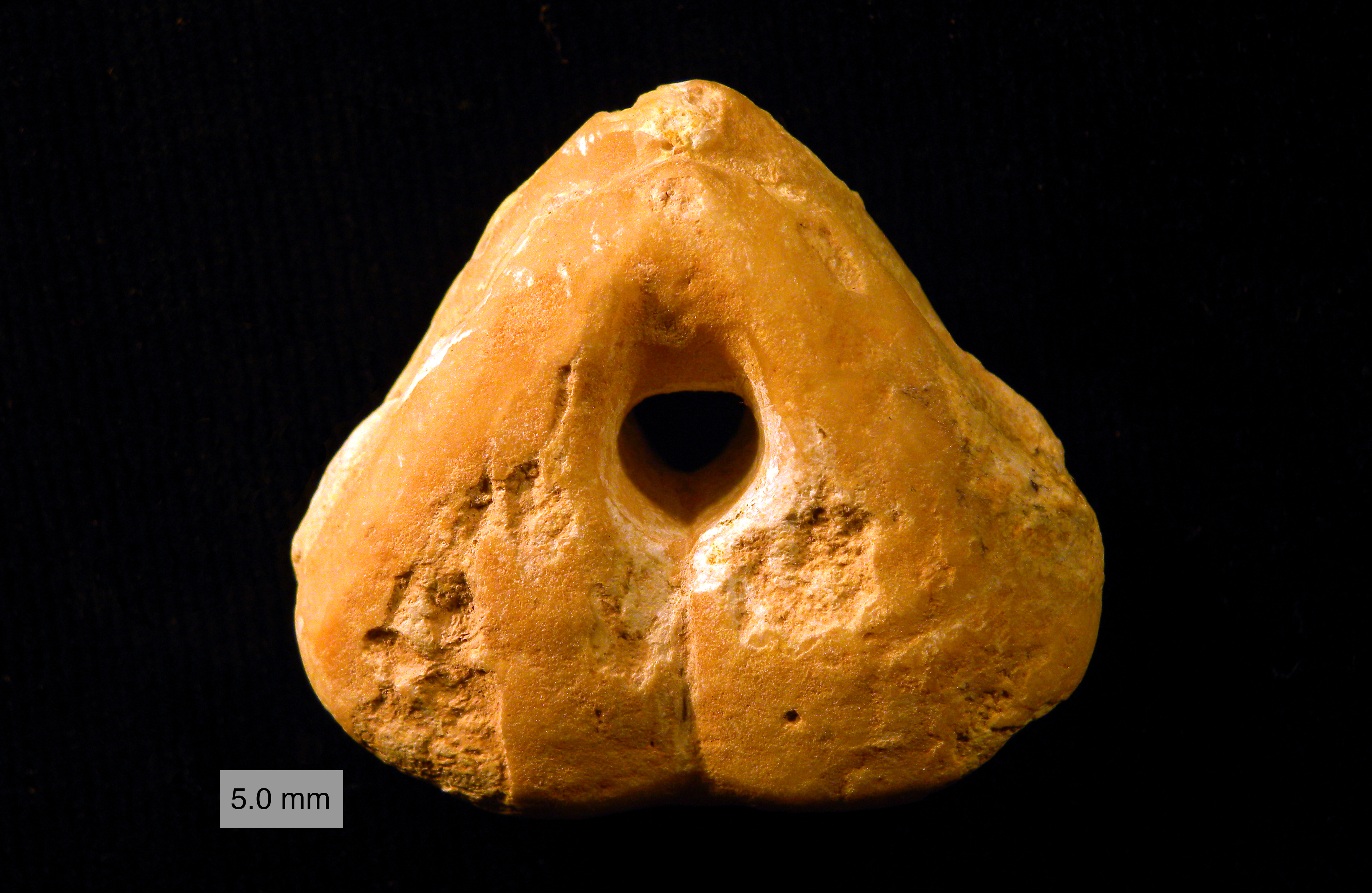
在西班牙穆爾西亞塞埃欣的早白堊世豪特里維期地層出土的Pygites diphyoides (d'Orbigny, 1849)化石。這件穿孔贝目化石的特色是其殼上位於中央的孔洞。

腕足动物的分類有其獨特的不同之處：腕足動物的現生物種與化石物種有着不同的特色。化石物種的外殼和觸手冠在形態上表現出高度的多樣性；而現生物種的外殼變化不大，反而其軟體部份各有不同特徵。因此，我們很難根據形態對腕足動物進行全面性的分類。此外，本門物種還經歷了顯著的趨同進化和逆轉演化（較新的類群失去了原先在過渡類群上出現的特徵，反而回復成原本只在較舊類群上才有的特徵）。因此，有些腕足動物分類學家認為現時的研究仍然未成熟到可以把目級以上的分類做出具體的定義，建議只適宜地透過自底向上的方法，先確定物種的種屬，然後再把他們分成組。然而，其他分類學家相信，腕足動物中某些形態特徵的模式已足夠穩定，可以依此作更高級別的分類，儘管不同學者可能對較高階元的分類各有不同的看法。

## 兩綱式分類

### 有鉸綱和無鉸綱
傳統上，腕足动物门主要依從Huxley在1869年提出的分類，分為兩綱：有鉸綱（Articulata）和無鉸綱（Inarticulata）。
有鉸綱的兩瓣殼間有鉸齒和鉸槽，套膜叶在背方连接，依靠簡單的開合肌肉來使兩殼鉸合；而無鉸綱的兩殼間沒有鉸齒和槽，套膜的两叶分开，必須依靠一套較為複雜的肌肉系統來令兩瓣殼保持對齊。
- 无鉸纲（Inarticulata）
  - †乳房贝目（Acrotretida）
  - 舌形贝目（Lingulida）
  - †小圆货贝目（Obolellida）
  - †神父贝目（Paterinida）
- 有鉸纲（Articulata）
  - †正形贝目（Orthida）
    - †正形贝族
    - †德姆贝族

  - †五房贝目（Pentamerida）
  - †扭月贝目（Strophomendia）
  - †长身贝目（Productia）
  - 小嘴贝目（Rhynchonellida）
    - 小嘴贝超科（Rhynchonellacea）
    - †狭体贝超科（Stenoscismatacea）
    - 巴西利贝超科（Basilolacea）
    - †韦勒贝超科（Wellerellacea）

  - †无洞贝目（Atrypida）
  - †石燕贝目（Spiriferida）
  - 穿孔贝目（Terebratulida）
    - †中脊贝亚目（Centronellidina）
      - †鸮头贝超科（Stringocephalacea）

    - 穿孔贝亚目（Terebratulidina）
      - †两板贝超科（Dielasmatacea）
      - 穿孔贝超科（Terebratulacea）

    - 小穿孔贝亚目（Terebratellidina）
      - †隐弧贝超科（Cryptonellacea）
      - †齐勒贝超科（Zeilleriacea）
      - 小穿孔贝超科（Terebratellacea）

### 钙质壳纲
在1990年代，波波夫等(1993)用分支系统学（cladistics）的方法，提出對腕足动物门的較高階元重新進行分类。他們建議加入“钙质壳纲（Calciata）”去優化原先的二分分類法。他們主要以外殼的主成分作為分類的原則：大多數無鉸綱物種外殼的主成分是幾丁質或幾丁磷灰質與磷酸鈣，有肛門；而多數有鉸綱生物外殼的主成分是碳酸鈣，無肛門，排泄器官為原腎。按這原則，髑髅贝类從無鉸綱被移入有鉸綱，和有鉸綱物種一起組成钙质壳纲，而平圆贝目則被歸入無鉸綱。但亦有批評指髑髅贝类跟原來的有鉸綱物種差別太大，該項建議並不合理。

## 三綱分類
針對波波夫等方案的問題，Williams等 (1996)提出一個更大膽的方案：取消無鉸綱和有鉸綱的分類，把當中與其他物種有顯着分別的物種獨立出來：
- 原來的有鉸綱的絕大部份物種被歸為小嘴贝型亚门；
- 無鉸綱一分為二，
  - 原來的髑髅贝类獨立出來成為新的髑髅贝型亚门，
  - 舌形贝目和平圆贝目（英语：Discinida）則歸屬於舌形贝型亚门。

| 傳統二分法              | 無鉸綱 Inarticulata                        | 無鉸綱 Inarticulata                        | 無鉸綱 Inarticulata                     | 有鉸綱 Articulata               | 有鉸綱 Articulata               |
| "鈣質殼綱"分類法        | 舌形貝綱 Lingulata                         | 舌形貝綱 Lingulata                         | 钙质壳纲 Calciata                       | 钙质壳纲 Calciata               | 钙质壳纲 Calciata               |
| 三分法                  | 舌形貝型亞門 Linguliformea                 | 舌形貝型亞門 Linguliformea                 | 髑髅贝型亚门 Craniformea                | 小嘴貝型亞門 Rhynchonelliformea | 小嘴貝型亞門 Rhynchonelliformea |
| 目                      | 舌形贝目 Lingulida                         | 平圆贝目 Discinida                         | 髑髅贝目 Craniida                       | 穿孔貝目 Terebratulida          | 小嘴貝目 Rhynchonellida         |
| ----------------------- | ------------------------------------------ | ------------------------------------------ | --------------------------------------- | ------------------------------- | ------------------------------- |
| 鉸齒                    | 無鉸齒                                     | 無鉸齒                                     | 無鉸齒                                  | 有鉸齒及槽                      | 有鉸齒及槽                      |
| 肛門                    | 位於身體前方，在U形消化道的末端（原腎）    | 位於身體前方，在U形消化道的末端（原腎）    | 位於身體前方，在U形消化道的末端（原腎） | 無                              | 無                              |
| 肉莖 （Pedicle）        | 包含體腔，有肌肉貫穿。                     | 包含體腔，有肌肉貫穿。                     | 肉莖已退化                              | 無體腔，肌肉與身體連結          | 無體腔，肌肉與身體連結          |
| 肉莖 （Pedicle）        | 長，有肉莖孔                               | 短，與硬物表面相連                         | 無，黏緊在表面                          | 短，與硬物表面相連              | 短，與硬物表面相連              |
| 外殼膜 （Periostracum） | 糖胺聚糖及幾丁質                           | 糖胺聚糖及幾丁質                           | 幾丁質                                  | 蛋白质                          | 蛋白质                          |
| 外殼的中礦化層          | 醣胺聚醣及磷灰石（磷酸鈣）                 | 醣胺聚醣及磷灰石（磷酸鈣）                 | 方解石（碳酸鈣）                        | 方解石（碳酸鈣）                | 方解石（碳酸鈣）                |
| 外殼的內礦化層          | 膠原蛋白和其他蛋白質、幾丁質磷酸鹽和磷灰石 | 膠原蛋白和其他蛋白質、幾丁質磷酸鹽和磷灰石 | 方解石                                  | 蛋白質和方解石                  | 蛋白質和方解石                  |
| 殼口周圍的剛毛          | 有                                         | 有                                         | 無                                      | 有                              | 有                              |
| 體腔完全分裂            | 是                                         | 是                                         | 否                                      | 是                              | 是                              |

## 分類
以下為綜合上述演變之後，現時腕足動物門以下的目的分類：
- 舌形貝型亞門（Linguliformea）
  - 舌形貝綱（Lingulata）
    - †頂孔貝目（Acrotretida，又名乳房貝目）
    - 舌形貝目（Linguilida）
    - †管洞貝目（Siphonotretida）

  - †神父貝綱（Paterinata）
    - †神父貝目（Paterinida）
- 髑髏貝型亞門（Craniiformea）
  - 髑髏貝綱（Craniata，又名頭殻綱、顱形貝綱）
    - 髑髏貝目（Craniida，又名頭殻目、顱形貝目）
    - †擬髑髏貝目（Craniopsida，又名擬顱形貝目）
    - †三分貝目（Trimerellida）
- 小嘴貝型亞門（Rhynchonelliformea）
  - 小嘴貝綱（Rhynchonellata）
    - †原正形貝目（Protorthida）
    - †正形貝目（Orthida）
    - †五房貝目（Pentamerida）
    - †無洞貝目（Atrypida）
    - 小嘴貝目（Rhynchonellida）
    - †石燕貝目（Spiriferida）
    - †無窗貝目（Athyridida）
    - †準石燕貝目（Spiriferinida）
    - 穿孔貝目（Terebratulida）
    - 鞘殼貝目（Thecideida）

  - †扭月貝綱（Strophomenata）
    - †扭月貝目（Strophomenida）
    - †長身貝目（Productida）
    - †畢靈貝目（Billingsellida）
    - †直形貝目（Orthotetida）

  - †奇里貝綱（Chileata）
    - †奇里貝目（Chileida）
    - †目 Dictyonellida

  - †顧脫貝綱（Kutorginata）
    - †顧脫貝目（Kutorginida）

  - †小圓貨貝綱（Obolellata）
    - †小圓貨貝目（Obolellida）
    - †目 Naukatida

現時本門已確認有約330個現存物種，可分成100多個屬。大部份現存的腕足動物物種屬於小嘴貝型亞門，其餘屬於髑髏貝目、舌形貝目。

## 引用來源
1. 1 2  Carlson: Ghosts & (2001).
2. ↑  ITIS: Brachiopoda.
3. 1 2 3 4 5 6 7 8  Ruppert etc: Invert Zoo & (2004)，第821–829頁，ch. "Lophophorata" sect. "Brachiopoda".
4. 1 2 3 4 5 6 7 8 9 10 11 12 13 14  Ax: Multicellular Animals & (2003)，第87–93頁，ch."Brachiopoda".
5. 1 2  戎嘉余; 李荣玉.  (PDF). 古生物学报（ACTA PALAEONTOLOGICA SINICA）. 1997年7月, 第36卷 (第3期): 378–386 （中文（简体））.[永久]
6. 1 2  南京大学地球科学数字博物馆. . 2004-04-16  [2013-02-27]. （原始内容存档于2018-01-02） （中文（简体））.
7. ↑  南京大学地球科学数字博物馆. . 2004-04-16  [2013-03-07] （中文（简体））.[永久]
8. 1 2  Milsom etc: 3-part taxonomy & (2009).
9. 1 2  Williams etc: Suprafamilial Classif & (2000)，第xxxix-xlv頁，Preface.
10. ↑  Cohen: Brachiopoda ELS & (2002).